# Merzligen
Merzligen é uma comuna da Suíça, situada no distrito administrativo de Seeland, no cantão de Berna. Tem 2,3 km² de área e sua população em 2018 foi estimada em 393 habitantes.